# Máquina do Tempo (álbum)
Máquina do Tempo é o álbum de estreia do rapper brasileiro Matuê, lançado em 10 de setembro de 2020 pela Sony Music e o próprio selo musical de Matuê, a 30PRAUM. O álbum fez história sendo o trabalho com a melhor estreia de todos os tempos no Spotify Brasil, alcançando as primeiras posições da lista de canções mais escutadas na plataforma de streaming no país.

## Repercussão
O lançamento do disco quebrou todos os recordes e emplacou seis músicas no Top 10 do Spotify Brasil, com todas as faixas no Top 15, com a faixa título em primeiro lugar e a música "777-666" em terceiro. O álbum também estreou com 3 músicas no chat global da plataforma – e todas as faixas no Top 200 em Portugal. Cinco dias após a estreia, a faixa título permanece em primeiro lugar, quatro músicas do disco estão no Top 10.
Além disso, o cantor recebeu 14 certificações de visualizações, quatro delas são relacionadas ao álbum de estreia do rapper e o resto são de músicas antigas e fora do álbum. O artista recebeu esses certificados diretamente da mão do presidente da Sony Music Brasil, Paulo Junqueiro, que aterrissou de helicóptero durante a entrega dos prêmios, surpreendendo o cantor. Ao todo, Matuê recebeu três certificados de ouro, três de platina, três de platina duplo, um de platina triplo, três de diamante e um de diamante duplo.
Matuê postou um story em suas redes sociais no qual aparece perplexo pela surpresa e, além disso, pelo encontro com o presidente da gravadora: “Cheguei aqui do nada, o homem me vem de helicóptero trazendo esse monte de quadros aí pra celebrar esse momento que a gente tá vivendo, poder comemorar um marco disso e de todos os lançamentos que a gente teve aí ao longo dos anos e celebrar esse trabalho que a gente vem criando, muito obrigado Sony e a vocês aí também que escuta nós e mantém a gente no replay. É nós.”, agradeceu o rapper.
Em 2025, Máquina do Tempo ultrapassou 1 bilhão de streams no Spotify, tornando-se o primeiro álbum de trap nacional a alcançar essa marca. Com essa conquista, Matuê se junta aos Racionais MC's como os únicos artistas do segmento hip-hop/rap brasileiro a atingirem essa marca.

## Lista de faixas
| N.º            | Título             | Compositor(es)    | Produtor(es)   | Duração |  |
| 1.             | "Cogulândia"       | Matuê Pedro Lotto | Pedro Lotto    | 2:50    |  |
| 2.             | "Antes"            | Matuê             | WIU            | 2:49    |  |
| 3.             | "Gorilla Roxo"     | Matuê             | WIU            | 2:45    |  |
| 4.             | "Vem Chapar"       | Matuê             | Matuê WIU      | 2:45    |  |
| 5.             | "777-666"          | Matuê             | WIU            | 2:44    |  |
| 6.             | "É Sal"            | Matuê             | WIU            | 2:37    |  |
| 7.             | "Máquina do Tempo" | Matuê             | WIU Celo       | 3:50    |  |
| Duração total: | Duração total:     | Duração total:    | Duração total: | 19:32   |  |